# Steckborn
Steckborn (toponimo tedesco) è un comune svizzero di 3 754 abitanti del Canton Turgovia, nel distretto di Frauenfeld.

## Geografia fisica
Steckborn si affaccia sul lago di Costanza (Untersee). L'abitato compatto e circoscritto è il risultato di un piano urbanistico completo.

## Storia
I primi insediamenti in questa zona del lago di Costanza risalgono al Neolitico, come testimoniano i reperti (datati al 3838-2694 a.C.) esposti nel museo locale.
Fino al 2010 è stato capoluogo del distretto di Steckborn, accorpato a quello di Frauenfeld il 1º gennaio 2011. Steckborn figura nell'Inventario degli insediamenti svizzeri da proteggere.

## Monumenti e luoghi d'interesse

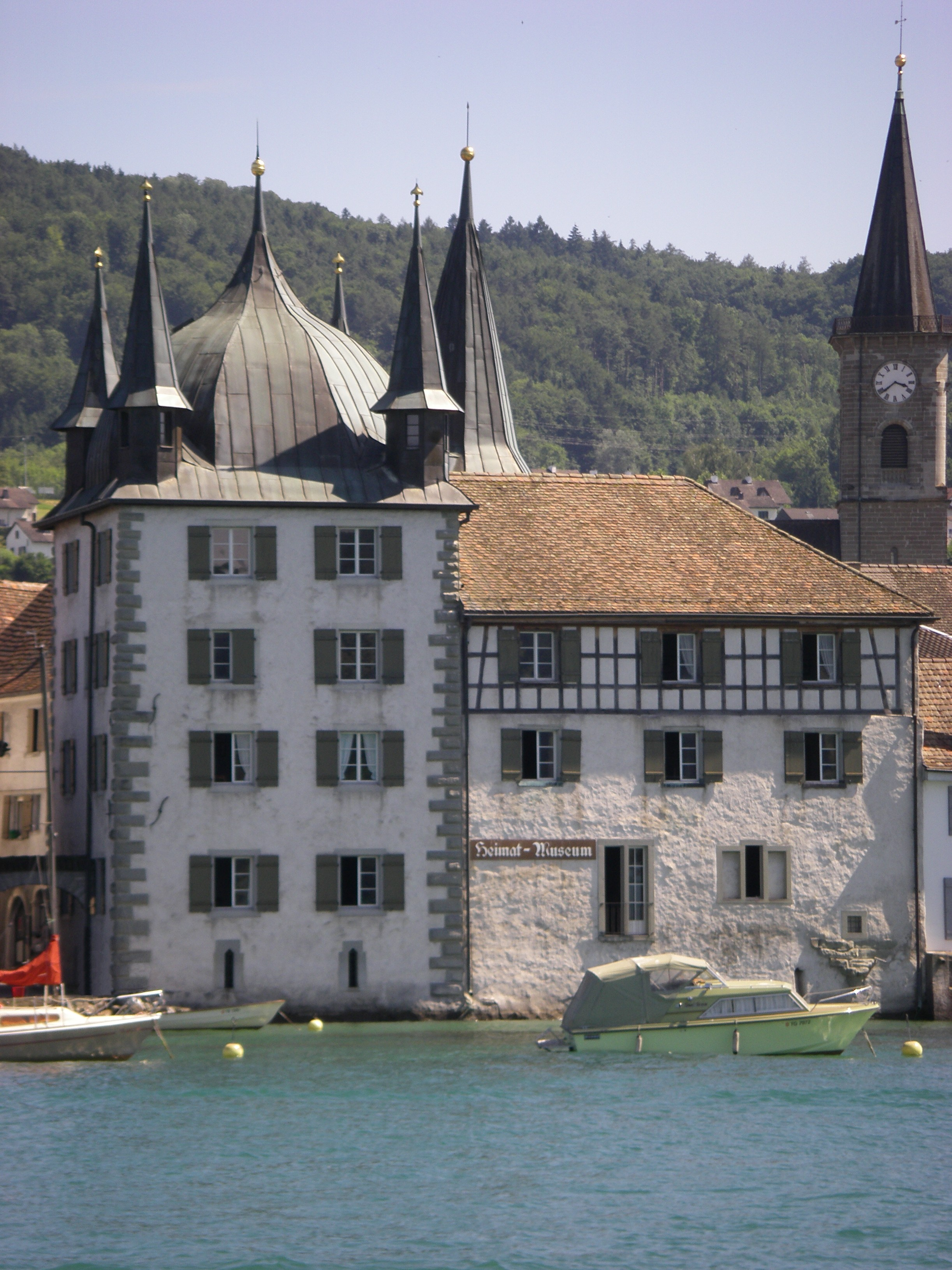
La Turmhof

- Chiesa riformata, eretta nel 1766-1768 da Franz Anton Bagnato[1];
- Chiesa cattolica di San Giacomo, eretta nel 1963[1];
- Turmhof, edificio simbolo di Steckborn eretto nel XIV secolo, dal 1937 sede del museo regionale[1].
- Mura cittadine erette nel XIV secolo[1], in parte tuttora intatte[senza fonte].

## Società

### Evoluzione demografica
L'evoluzione demografica è riportata nella seguente tabella:
Abitanti censiti

## Economia

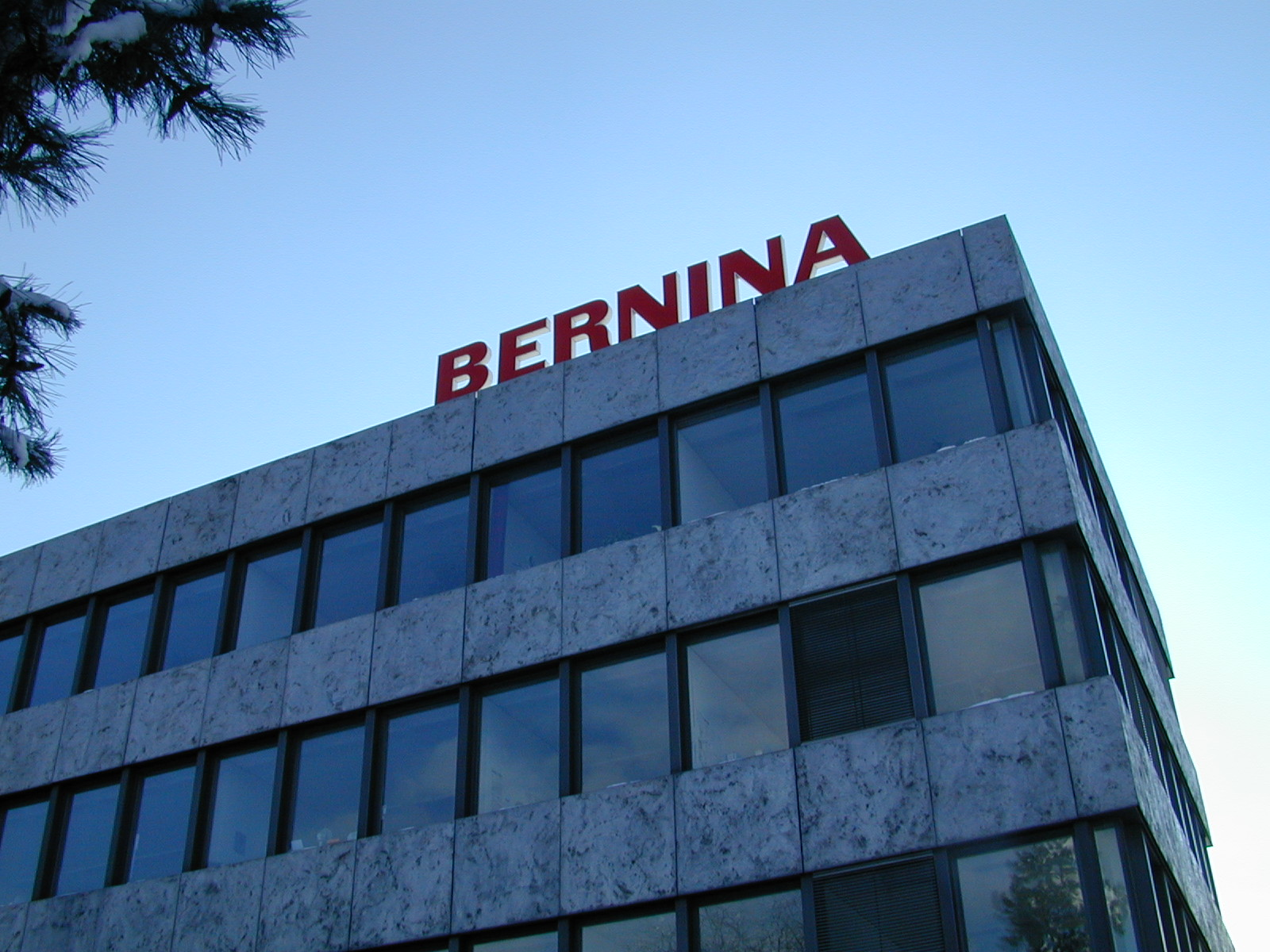
La sede della Bernina

Steckborn è la sede della fabbrica di macchine da cucire Bernina, fondata da Fritz Gegauf nel 1893.

## Amministrazione
Ogni famiglia originaria del luogo fa parte del cosiddetto comune patriziale e ha la responsabilità della manutenzione di ogni bene ricadente all'interno dei confini del comune.

## Infrastrutture e trasporti
Steckborn è servito dall'omonima stazione sulla ferrovia Sciaffusa-Rorschach.